# Heilig Hartkerk (Kuckum)
De Heilig Hartkerk (Duits: Herz-Jesu-Kirche) is de rooms-katholieke filiaalkerk van het dorpje Kuckum, een Ortsteil van de stad Erkelenz in de Kreis Heinsberg, Noordrijn-Westfalen.
De kerk prijkt op de gemeentelijke monumentenlijst van Erkelenz. Desondanks zal de kerk samen met de rest van de plaats in verband met de uitbreiding van Garzweiler na 2025 worden afgebroken.

## Geschiedenis
Voor het eerst was er in het jaar 1535 sprake van een christelijk bouwwerk in Kuckum. Dit betrof een kleine kapel. In 1794 werd de kapel dankzij een schenking van het echtpaar Schüller vervangen door de Kruiskapel. 
Deze kapel van vakwerk werd in 1891 afgebroken. Eerder was al in 1888 een bouwvereniging opgericht om fondsen in te zamelen voor nieuwbouw. 
Op 13 oktober 1889 werd de kerkelijke bouwvergunning voor het nieuwe godshuis afgegeven. De eerstesteenlegging van de neogotische zaalkerk met een driezijdig gesloten koor volgde op 29 juni 1890. In de jaren 1925-1926 werd een sacristie naar het ontwerp van Eduard Endler toegevoegd.

## Interieur
Het interieur bevat een modern altaar. De banken, kruisweg en de beschilderde beelden dateren uit de bouwperiode.

## Klokken
| Nummer | Naam  | Doorsnee (mm) | Gewicht (kg, ca.) | Slagtoon (HT-1/16) | Gieter                       | Gietjaar |
| 1      | Maria | 480           | 67                | g"                 | Feldmann & Marschel, Münster | 1953     |
| 2      | Josef | 430           | 43                | b"                 | Feldmann & Marschel, Münster | 1956     |